# Eulepidotis umbrilinea
Eulepidotis umbrilinea là một loài bướm đêm trong họ Erebidae.